# Austria Presse Agentur
Pour les articles homonymes, voir APA.
L'Austria Presse Agentur, plus connue sous son acronyme APA, est la plus importante agence de presse d'Autriche. Fondée en 1849 par Joseph Tuvora, elle a une structure de coopérative dont les associés sont les principaux quotidiens nationaux et régionaux autrichiens, ainsi que le groupe audiovisuel public ORF.
Son siège social se trouve à Vienne.